# Горе (приток Сии)
Горе — река в России, протекает по территории Турочакского района Республики Алтай. Устье реки находится в 10 км по левому берегу реки Сия. Длина реки — 10 км.

## Данные водного реестра
По данным государственного водного реестра России относится к Верхнеобскому бассейновому округу, водохозяйственный участок реки — Бия, речной подбассейн реки — Бия и Катунь. Речной бассейн реки — (Верхняя) Обь до впадения Иртыша.